# Phrudophleps
Phrudophleps là một chi bướm đêm thuộc họ Geometridae.